# Aprometopis flavofacies
Aprometopis flavofacies är en tvåvingeart som först beskrevs av Becker 1910.  Aprometopis flavofacies ingår i släktet Aprometopis och familjen fritflugor. Inga underarter finns listade i Catalogue of Life.